# Franciszek Antoniewski-Raczyński
Franciszek Ksawery Władysław Antoniewski-Raczyński (ur. 6 października 1889 w Modelu, zm. 29 listopada 1981 w Örebro, w Szwecji) – major geograf Polskich Sił Zbrojnych, kawaler Orderu Virtuti Militari.

## Życiorys
Urodził się 6 października 1889 w Modelu, w rodzinie Franciszka .
W czasie I wojny światowej służył w Legionach Polskich i Polskiej Organizacji Wojskowej, m.in. na stanowisku komendanta Okręgu III (IX) w Siedlcach. Po 1 listopada 1918 wstąpił do Wojska Polskiego . 9 grudnia 1919 jako podoficer byłych Legionów Polskich został mianowany z dniem 1 grudnia 1919 podporucznikiem w piechocie. Pełnił wówczas służbę w Oddziale II Naczelnego Dowództwa Wojska Polskiego.
1 czerwca 1921 pełnił służbę w Oddziale III Sztabu Ministerstwa Spraw Wojskowych, a jego oddziałem macierzystym był 1 pułk piechoty. 3 maja 1922 został zweryfikowany w stopniu porucznika ze starszeństwem z 1 czerwca 1919 i 1372. lokatą w korpusie oficerów piechoty, a jego oddziałem macierzystym był nadal 1 pp Leg.. 17 maja 1922 odznaczono go orderem wojskowym „Virtuti Militari" V klasy.
W 1923 był odkomenderowany z 65 Pułku Piechoty do Oficerskiej Szkoły Topograficznej w charakterze ucznia dwuletniego kursu. Następnie służył w Wojskowym Instytucie Geograficznym w Warszawie. 19 marca 1928 został mianowany kapitanem ze starszeństwem z 1 stycznia 1928 i 15. lokatą w korpusie oficerów piechoty. Później został przeniesiony do korpusu oficerów geografów. Z dniem 31 października 1935 został przeniesiony w stan spoczynku.
W czasie II wojny światowej pełnił służbę w Polskich Siłach Zbrojnych . Awansował na majora geografa . Zmarł 29 listopada 1981 w Örebro, w Szwecji .

## Ordery i odznaczenia
- Krzyż Srebrny Orderu Wojskowego Virtuti Militari nr 7495 – 17 maja 1922[14][7]
- Krzyż Niepodległości z Mieczami (20 stycznia 1931)[15][16]
- Złoty Krzyż Zasługi (10 listopada 1938)[17]
- Srebrny Krzyż Zasługi (10 listopada 1928)[18][19]